# Йосиф Шнитер
Йосиф Вацлав Шнитер (на чешки: Josef Schnitter) e чешко-български архитект, инженер и геодезист, работил през по-голямата част от живота си в България.

## Биография
Йозеф Шнитер е роден на 16 октомври 1852 година в Нови Биджов, Чехия, по това време в границите на Австрийската империя. Завършва основно образование в Нови Биджов, гимназия – в окръжния град Мелник, след което постъпва във Политехническия институт във Виена. След демонстрация прокламираща освобождението на Чехия от австрийците е принуден да емигрира в Руската империя. На 1 май 1877 г. приема православието. В Москва работи като строителен инженер.
Шнитер участва като доброволец, младши офицер в Руско-турската война през 1877 – 1878 година, след която се установява в България. След войната се установява в Пловдив като окръжен инженер, а от 1886 година е градски инженер, като остава на този пост до смъртта си. След Освобождението остава на работа като окръжен инженер. Проектира и строи частни и обществени сгради между които са неоренесансовото Девическото училище (сега Пловдивска градска художествена галерия), Сопотската гимназия, камбанарията на катедралния храм „Света Богородица“ (1880 – 1881), „Свети Георги Победоносец“ (1881 – 1883) (в Мараша), църквата в Батак и др. Участва активно в събитията около Съединението на Източна Румелия с Княжество България и като пионерен офицер в Сръбско-българската война. Отново практикува – негово дело са гимназията в Асеновград, църквата „Св. св. Кирил и Методий“ в Пловдив, хотел „Метропол“. Проектира и редица частни домове, сред които къщите на Йоаким Груев, Драган Манчов, братя Свещарови, Иван Герджиков, Иван Андонов, Константин Найденович, Илия Денчев. През 1889 – 1891 г. трасира новия водопровод от Дермен дере (Първенец) до Пловдив. Проектира и ръководи строежите на Търговската къща „О'роз ди Баг“ (дн. „Хебросбанк“ АД) на Главната улица-първата сграда с бетон в Пловдив, сградата на Техническия отдел на самата Пловдивска община, камбанарията на църквата „Св. Петка“.
Автор е на първия регулационен план на града, изработен в периода 1888 – 1891 година и утвърден с княжески указ през 1896 година.
На 30 април 1905 г. става български поданик. През 1914 г. ръководи възстановяването на Пловдивския водопровод. В продължение на три денонощия прекарва във водата край авариралия водопровод, поради което се разболява от пневмония и на 9 май 1914 г. умира. Погребан е тържествено в Централните пловдивски гробища. През 1932 г. по молба на сина му Йосиф Шнитер, общинският съвет в Пловдив решава да премести гроба на инженер архитект Йосиф Шнитер в гробно поле първа категория „на вечни времена“.

## Наследство
С Решение № 427, взето с Протокол № 20 от 09.11.2006 г. на Общински съвет – Пловдив за изключителни заслуги в развитието на град Пловдив Йосиф Шнитер е удостоен посмъртно със званието „Почетен гражданин на Пловдив“.
Личният му архив се съхранява във фонд 1190К в Държавен архив – Пловдив. Той се състои от 74 архивни единици от периода 1882 – 1997 г.